# Новокуйбишевський нафтопереробний завод
АТ «Новокуйбишевський нафтопереробний завод» — російський нафтопереробний завод у Самарській області. Входить до групи ПАТ «НК „Роснефть“». Штаб-квартира компанії розташована в Новокуйбишевську. Потужність НПЗ становить 8,8 млн тонн нафти на рік.

## Історія
Новокуйбишевський нафтопереробний завод було запущено 1951 року. Підприємство будувалося з розрахунку випуску на ньому в тому числі таких передових для СРСР видів продукції, як паливо для реактивних двигунів, мастила для ракет-носіїв та легкових автомобілів.
У радянський період завод двічі піддавався модернізації: у 1959—1965 роках та у 1971—1975 роках.
17 листопада 1992 року було створено нафтову компанію ЮКОС. До її статутного капіталу було внесено акції Новокуйбишевського нафтопереробного заводу. Наприкінці 1990-х років компанія ЮКОС провела модернізацію своїх нафтопереробних потужностей у Самарській області. У рамках цієї програми було проведено розподіл технологічних процесів на підприємствах групи. Так, потужності Новокуйбишевського НПЗ було оптимізовано на максимальну глибину переробки нафти. Тяжкі дистиляти поставлялися на підприємство для подальшої переробки з Самарського НПЗ та з Сизранського НПЗ.
У травні 2007 року Новокуйбишевський НПЗ був придбаний нафтовою компанією Роснефть. На підприємстві розпочався новий етап модернізації, в результаті якої було освоєно випуск нових видів продукції: дизельне пальне, що відповідає європейським стандартам якості, дорожні бітуми нового покоління.
Новокуйбишевський НПЗ — є найпотужнішим нафтопереробним підприємством серед заводів самарської групи ПАТ "НК «Роснефть». АТ «Новокуйбишевський НПЗ» виробляє паливо для всіх видів транспорту: автомобільного, авіаційного, залізничного, річкових та морських суден, компоненти мастил, бітуми, кокс, продукти нафтохімії. Залізничним, автомобільним та річковим транспортом продукція підприємства — близько 30 видів — відвантажується на всі кінці країни та за кордон. Географія відвантажень налічує близько 90 регіонів Росії та близького зарубіжжя. Підприємство перейшло на повний випуск автобензинів та дизельного пального вищого екологічного стандарту Євро-5, забезпечивши відповідність продукції вимогам Технічного регламенту Митного союзу. На підприємстві продовжується будівництво об'єктів комплексу гідрокрекінгу важких нафтових фракцій, запуск якого дозволить значно підвищити глибину переробки нафти зі збільшенням виходу світлих продуктів. Висока якість продукції, що випускається НК НПЗ, підтверджується перемогою на Всеросійському конкурсі «100 кращих товарів Росії».

### Російське вторгнення в Україну
В ніч на 10 березня 2025 року підприємство було атаковано українськими безпілотниками.
22 липня 2025 року атакована Новокуйбишевська нафтохімічна компанія — одне з найбільших підприємств рф у сфері газопереробки та нафтохімії, що входить до виробничого ланцюга ВПК. На заводі виготовляють низку хімічних компонентів, що використовуються у виробництві вибухових речовин: бензол, фенол, ацетон, альфаметилстирол, синтетичний етиловий спирт, пара-трет-бутилфенол. Ці речовини застосовуються для створення тротилу, гексогену, тетрилу та іншої вибухівки, якою споряджають артилерійські снаряди, бомби, касетні боєприпаси й ракети.
2 серпня 2025 року первинна переробка нафти на Новокуйбишевському нафтопереробному заводі була зупинена після атаки БпЛА. Внаслідок атаки пошкоджено головну установку первинної переробки нафти — КДУ-11. Завод має дві такі установки: КДУ-11 потужністю 18 900 тонн на добу та КДУ-9 потужністю 4 700 тонн на добу. Однак підприємство планувало у серпні зупинити КДУ-9 для проведення капітального планового ремонту, який мав бути завершитися, орієнтовно, у вересні. Новокуйбишевський НПЗ — є найпотужнішим нафтопереробним підприємством серед заводів самарської групи «Роснафти». Він може переробляти за рік 8,8 млн тонн нафти, а також виготовляє пальне для російських літаків Ту-22М3.